# DWS集團
DWS集團（DWS Group），舊名德國資產管理（Deutsche Asset Management），是德國的一家資產管理公司。2018年之前，該公司是德意志銀行下屬的資產管理部門。2018年，DWS成為獨立公司。公司總部位於法蘭克福。

## 外部連結
- 官方网站